# Švýcarská národní bibliografie

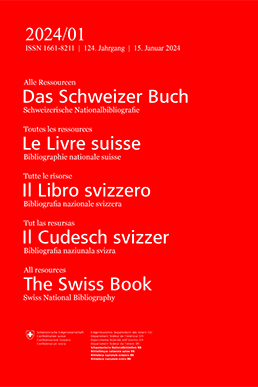
Swiss Book (Švýcarská národní bibliografie), obálka

Švýcarská národní bibliografie (The Swiss Book) je národní bibliografie Švýcarska. Sestavuje ji, rediguje a vydává Švýcarská národní knihovna (Swiss National Library, NL). Swiss Book (Švýcarská kniha) shromažďuje švýcarskou publikační produkci (komerční i nekomerční) – tzv. helvetika (Helvetica) – vydanou v tištěné a/nebo elektronické podobě ve Švýcarsku i v zahraničí, a to v souladu s akvizičními směrnicemi Švýcarské národní knihovny (NL).
Ve Švýcarsku neexistuje zákonná povinnost odevzdávat výtisky publikací (povinný výtisk), ale knihy jsou shromažďovány na základě dohody se švýcarskými vydavatelskými asociacemi (Swiss publishers’ associations).

## Název
- německy: Das Schweizer Buch, Schweizerische Nationalbibliografie
- francouzsky: Le Livre suisse, Bibliographie nationale suisse
- italsky: Il Libro svizzero, Bibliografia nazionale svizzera
- rétorománština (Romansh): Il Cudesch svizzer, Bibliografia naziunala svizra
- anglicky: The Swiss Book, Swiss National Bibliography

Švýcarská národní bibliografie (Swiss Book) se skládá ze čtyř zdrojů s různou frekvencí vydávání:
- Všechny zdroje (All Resources): číslo vydání 1-15 a 17-23
- Noty, hudebniny (Musical scores): číslo vydání 16
- Doktorské disertační práce (Doctoral dissertations): číslo vydání 24
- Speciální vydání (Special issue): číslo vydání 25

Swiss Book je bezplatně dostupná v online katalogu Helveticat:
- všechny zdroje (The Swiss Book, All Resources)[4]
- noty (The Swiss Book, Musical scores)[5]

Od roku 2007 jsou PDF verze Swiss Book (Švýcarské knihy) dostupné jako jednotlivá vydání zde:
- všechny zdroje (The Swiss Book, All Resources, PDF)[6]
- noty (The Swiss Book, Musical scores, PDF vydání z roku 2024)[7]